# クイックシルバー (伝承)
クイックシルバー(Quicksilver)は、英語圏の伝承の一つで、家の中で音をたてたり物を動かしたりするとされるポルターガイスト現象の一種。女の霊とされ、ポルターガイストを男女で区別して女のほうを「クイックシルバー」と呼ぶとの解釈もある。
ポルターガイスト現象においては食器や窓が割れる事例が報告されているが、クイックシルバーの性格は破壊的というよりむしろ悪戯好き、それも並はずれて悪戯好き、もしくは一般のポルターガイストにくらべて危険は少なく、人をおどろかすのがその目的とされ、深夜の人家において、箪笥の中の衣服をすべて外へ放りだしたり、家中のドアを音を立てて閉めたり、照明をすべてつけたり、風呂や流し台に水がこぼれるほど水を満たすなどの悪戯を働く。特徴的なのはその笑い声で、鳴り響くような大きな声、または鈴が鳴るような高い声とされ、眠っている人を起こすには充分で、脅かすというより好奇心をそそらせるという。また、自分の頭文字である「Q」の大文字をトレードマークとしており、壁や窓に石鹸、口紅、クレヨンで「Q」を書き残すという。
研究者たちによれば、ポルターガイスト現象は一般的に思春期の少女、十代の少女（時には少年）のいる家で起き、それ以外の家では滅多に起こらないとされるが、クイックシルバーはこの通例に当てはまらず、子供のいない家にも現れるという。そのために英語圏の土地では多くの家がこの現象に悩まされたが、幸いなことに家の中に長く留まることはないとされ、本当の意味での厄介者になることはなかったという。